# 朴守卿
朴 守卿（パク・スギョン、朝鮮語: 박 수경、- 964年）は新羅末期から高麗初期の武将。本貫は平山朴氏。

## 人物
出身地の黄海道平州は、新羅の辺防軍事区域浿江鎮が置かれ、しきりに後百済の侵攻を受けた。そこで王建は守卿を元尹に任命し、新羅の防衛を命じた。後百済が再び新羅に侵攻すると、これを撃退し、925年の曹物郡の戦いでは、諸将が敗退する中、守卿が指揮した部隊だけが勝利を収め、王建はこれを喜び、元甫に任命した。また927年の勃城の戦いで王建が包囲されると、脱出を助け、936年の後百済との決戦にも参戦した。
940年には、高麗建国と後三国統一に功労のあった朝臣と軍士に役分田が下賜された時には、特別に200結を賜った。